# Hellyethira dentata
Hellyethira dentata är en nattsländeart som beskrevs av Wells 1979. Hellyethira dentata ingår i släktet Hellyethira och familjen smånattsländor. Inga underarter finns listade i Catalogue of Life.